# Hulusjö
Hulusjö är en sjö i Borås kommun i Västergötland och ingår i Viskans huvudavrinningsområde.